# Stenopsyche cinerea
Stenopsyche cinerea är en nattsländeart som beskrevs av Longinos Navás 1930. 
Stenopsyche cinerea ingår i släktet Stenopsyche och familjen Stenopsychidae. Inga underarter finns listade i Catalogue of Life.